# Danilo (futebolista, 1999)
Danilo Pereira da Silva, mais conhecido como apenas Danilo (São Paulo, 7 de abril de 1999) é futebolista brasileiro que atua como atacante. Atualmente joga pelo Rangers.

## Carreira

### Início
Nascido em São Paulo, Danilo iniciou sua carreira na escolhinha do São Caetano, indo depois para a Portuguesa onde ficou dos sete aos dez anos antes de ir ao Corinthians, em 2010. Ficou por cinco anos na base do Timão, tendo atuado com jogadores como Pedrinho e Carlos Augusto antes de ser dispensado do clube paulista, migrando para o Audax onde permaneceu por apenas um ano e também foi dispensado. Depois, jogou por um ano e cinco meses na Ponte Preta, onde também acabaria dispensado.
Cheguei em casa e sentei com meus pais. Fiquei pensando se valeria a pena eu continuar lutando pelo futebol, por já ter passado por muitos clubes. Mas com a ajuda da minha família eu continuei com meu sonho e fui para o Vasco. Passei por um período de testes, mas quando fui assinar o contrato me dispensaram também. Aí, fui para o Santos fazer teste, fiz bastante tempo de avaliação e fui aprovado. Fui bem e chegou a proposta do Ajax— Danilo, em entrevista ao ge.
Mesmo jogando bem e treinando nos profissionais com apenas 16 anos, acabou dispensado da Macaca. Após isso, um empresário chamado Ricardo Villas Boas o viu e acreditou no seu potencial, começando a empresaria-lo. Danilo então foi ao Vasco passar por um período de testes, porém antes mesmo de assinar um contrato foi liberado. Ainda assim, tentou um teste mais uma vez, nessa vez no Santos, onde ficou sendo avaliado por um tempo e foi finalmente efetivado no Peixe em 2017, após o técnico Arão Alves aprova-lo no time Sub-17.

### Ajax
Após ser o destaque do Peixe no Paulista Sub-20 com sete gols e sete assistências, antes mesmo de ir para os profissionais chegou uma proposta do Ajax para leva-lo, que acabou se concretizando em setembro de 2017 devido ao fato de seu contrato com o clube paulista ser apenas de formação, sendo uma facilitador para a transferência. Para ter uma adaptação mais rápida no país, Danilo fez um intercâmbio e foi mandado pelo Ajax para morar na casa de uma família neerlandesa junto com mais dois jogadores da base do clube. Primeiramente foi relacionado ao Jong Ajax (time B), onde foi campeão da Eereste Divisie de 2018–19 e na temporada seguinte o artilheiro da equipe na competição com 19 gols. As boas atuações fizeram o técnico Erik ten Hag promovê-lo ao time principal.

### Twente
Em 2020, foi emprestado ao Twente para ganhar mais minutos após ter atuado em apenas três jogos na temporada passada. Teve um ótimo começo de temporada, com seis gols e quatro assistências em sete jogos pela Eredivisie. No primeiro turno da temporada, finalizou com 11 tentos em 18 jogos, além de ser o terceiro no ranking da artilharia do campeonato.
Teve uma passagem muito boa pelo clube neerlândes, atuou em 34 jogos e marcou 17 gols, além de cinco assistências.

### Retorno ao Ajax
Em 15 de dezembro de 2021 no jogo de volta da primeira fase da Copa Neerlandesa, Danilo fez dois gols na vitória de 4–0 sobre o Barendretch e foi eleito o homem do jogo, chegando a cinco gols em 10 partidas na temporada. No jogo seguinte das oitavas da Copa em 21 de janeiro do ano seguinte, Danilo fez mais quatro gols na goleada de 9–0 sobre o Excelsior Maassluis. Ao fim da Copa Neerlandesa, sagrou-se artilheiro da competição com seis gols.

### Feeynoord
Apesar de sua última temporada pelo Ajax ter sido boa com oito gols em 17 jogos, Danilo continuou sem espaço na equipe de Erik ten hag e optou por transferir-se ao Feyenoord. Então em junho de 2022 Danilo foi anunciado como novo reforço do Feyenoord, assinando contrato até 2026 pelo valor de 20 milhoed de euros. Logo na sua estreia em 7 de agosto de 2022, Danilo fez dois gols na vitória de 5–2 sobre o Vitesse na estreia da Eredivisie.
Em 13 de janeiro, fez dois gols na vitória de 3–1 sobre o Zwolle nas 16 avos de final da Copa Neerlandesa e ajudou seu clube conseguir a classificação para a próxima fase. Voltou a fazer um doblete na vitória por 3–1 sobre o Emmen na 33ª rodada da Eredivisie.

### Rangers
Em 28 de julho de 2023, Danilo foi anunciado como novo reforço do Rangers para a temporada e assinou por cinco anos, escolhendo a camisa 99 para utilizar. Fez sua estreia no dia seguinte, no empate de 2–2 com o Hoffenheim em um amistoso de pré-temporada. Seu primeiro gol pelos Light Blues foi marcado em 13 de agosto a goleada sobre o Livington na primeira rodada da Scottish Premiership por 4–0.

## Seleção Brasileira

### Sub-23
Após boas atuações pelo Twente, Danilo foi chamado por André Jardine para jogos amistosos contra a Coreia do Sul e o Egito em novembro de 2020, substituindo o lesionando Antony.

## Estatísticas
Atualizadas até dia 15 de agosto de 2023.[carece de fontes?]

### Clubes
| Clube             | Temporada         | Campeonato Nacional | Campeonato Nacional | Campeonato Nacional | Copa Nacional[a] | Copa Nacional[a] | Copa Nacional[a] | Competições continentais[b] | Competições continentais[b] | Competições continentais[b] | Outros torneios[c] | Outros torneios[c] | Outros torneios[c] | Total | Total | Total   |
| Clube             | Temporada         | Jogos               | Gols                | Assist.             | Jogos            | Gols             | Assist.          | Jogos                       | Gols                        | Assist.                     | Jogos              | Gols               | Assist.            | Jogos | Gols  | Assist. |
| ----------------- | ----------------- | ------------------- | ------------------- | ------------------- | ---------------- | ---------------- | ---------------- | --------------------------- | --------------------------- | --------------------------- | ------------------ | ------------------ | ------------------ | ----- | ----- | ------- |
| Ajax B            | 2017–18           | 1                   | 0                   | 0                   | —                | —                | —                | —                           | —                           | —                           | —                  | —                  | —                  | 1     | 0     | 0       |
| Ajax B            | 2018–19           | 33                  | 19                  | 2                   | —                | —                | —                | —                           | —                           | —                           | —                  | —                  | —                  | 33    | 19    | 2       |
| Ajax B            | 2019–20           | 8                   | 5                   | 0                   | —                | —                | —                | —                           | —                           | —                           | —                  | —                  | —                  | 8     | 5     | 0       |
| Ajax B            | Total             | 42                  | 24                  | 2                   | 0                | 0                | 0                | 0                           | 0                           | 0                           | 0                  | 0                  | 0                  | 42    | 24    | 2       |
| Ajax              | 2019–20           | 1                   | 0                   | 0                   | 1                | 0                | 0                | 1                           | 1                           | 0                           | —                  | —                  | —                  | 3     | 1     | 0       |
| Ajax              | Total             | 1                   | 0                   | 0                   | 1                | 0                | 0                | 1                           | 1                           | 0                           | 0                  | 0                  | 0                  | 3     | 1     | 0       |
| Twente            | 2020–21           | 33                  | 17                  | 5                   | 1                | 0                | 0                | —                           | —                           | —                           | —                  | —                  | —                  | 34    | 17    | 5       |
| Twente            | Total             | 33                  | 17                  | 5                   | 1                | 0                | 0                | 0                           | 0                           | 0                           | 0                  | 0                  | 0                  | 34    | 17    | 5       |
| Ajax B            | 2021–22           | 9                   | 7                   | 4                   | —                | —                | —                | —                           | —                           | —                           | —                  | —                  | —                  | 9     | 7     | 4       |
| Ajax B            | Total             | 9                   | 7                   | 4                   | 0                | 0                | 0                | 0                           | 0                           | 0                           | 0                  | 0                  | 0                  | 9     | 7     | 4       |
| Ajax              | 2021–22           | 13                  | 2                   | 0                   | 3                | 6                | 0                | —                           | —                           | —                           | 1                  | 0                  | 0                  | 17    | 8     | 0       |
| Ajax              | Total             | 13                  | 2                   | 0                   | 3                | 6                | 0                | 0                           | 0                           | 0                           | 1                  | 0                  | 0                  | 17    | 8     | 0       |
| Feyenoord         | 2022–23           | 33                  | 10                  | 3                   | 4                | 2                | 1                | 10                          | 2                           | 0                           | —                  | —                  | —                  | 47    | 14    | 4       |
| Feyenoord         | Total             | 33                  | 16                  | 3                   | 4                | 2                | 1                | 10                          | 2                           | 0                           | 0                  | 0                  | 0                  | 47    | 14    | 4       |
| Rangers           | 2023–24           | 2                   | 1                   | 0                   | 0                | 0                | 0                | 1                           | 0                           | 0                           | —                  | —                  | —                  | 3     | 1     | 0       |
| Rangers           | Total             | 2                   | 1                   | 0                   | 0                | 0                | 0                | 1                           | 0                           | 0                           | 0                  | 0                  | 0                  | 3     | 1     | 0       |
| Total na carreira | Total na carreira | 107                 | 57                  | 11                  | 9                | 8                | 1                | 4                           | 2                           | 0                           | 1                  | 0                  | 0                  | 155   | 72    | 15      |

- a. ^ Jogos da Copa dos Países Baixos
- b. ^ Jogos da Liga dos Campeões da UEFA e Liga Europa da UEFA
- c. ^ Jogos do Supercopa dos Países Baixos

## Títulos

### Ajax B
- Eereste Divisie: 2017–18[carece de fontes?]

### Ajax
- Eredivisie: 2018–19, 2020–21[carece de fontes?]
- KNVB Cup: 2018–19[carece de fontes?]

### Feyenoord
- Eredivisie: 2022–23[carece de fontes?]

### Prêmios individuais
- Artilheiro da KVNB Cup de 2018–19: 6 gols[carece de fontes?]